# نوار العولقي
نوار أو نورة العولقي (بالإنجليزية: Nawar al-Awlaki)‏ (2008/2009 - 29 يناير 2017) هي طفلة أمريكية يمنية تبلغ من العمر ثماني سنوات، قُتلت في 29 يناير 2017 خلال غارة أمريكية على يكلا باليمن أمر بها الرئيس الأمريكي دونالد ترامب. وكان الهدف المُعلن من الغارة هو الهجوم على فرع تنظيم القاعدة في اليمن.
اكتسبت وفاة نوار العولقي تغطية واهتمامًا وطنيًا في كل من مصادر وسائل الإعلام الرئيسية وعبر الإنترنت. قال جد نوار ناصر العولقي عن مقتلها: "أصيبت برصاصة في رقبتها وعانت لمدة ساعتين. لماذا تقتلون الأطفال؟ هذه هي الإدارة الأمريكية الجديدة - إنها محزنة للغاية، جريمة كبيرة. توفيت نوار مع والدتها وعمها بجانبها. وكانت كلماتها الأخيرة: "لا تبكي ، ماما. أنا بخير ".
كان والدها أنور العولقي قد قُتِل في غارة نفذتها طائرة بدون طيار تابعة لوكالة المخابرات المركزية الأمريكية في 30 سبتمبر 2011. وبعد أسبوعين من وفاة أنور ، قُتل الأخ غير الشقيق لنوار عبد الرحمن العولقي، في غارة أمريكية بطائرة بدون طيار عام 2011.